# بولای، نیوساوت ولز
بولای (به انگلیسی: Bulli) یک حومه شهر در استرالیا است که در نیو ساوت ولز واقع شده‌است.